# Půlměsíční město
Půlměsíční město (v anglickém originále Crescent City) je úspěšná knižní fantasy série americké spisovatelky Sarah J. Maas, celkově třetí v pořadí sérií autorky. Plánovaná trilogie je k roku 2024 dokončená, autorka však plánuje pokračovat ve vydávání. České vydání zajistilo nakladatelství CooBoo s překladem Ivany Svobodové.

## Rod země a krve (House of Earth and Blood)

### Datum vydání
V USA: 3. března 2020
V ČR: 5. října 2020

### Ocenění
Kniha se umístila na prvním místě Goodreads Choice Award 2020 v kategorii Best Fantasy. Také česká literární scéna ji ocenila, a to dvěma nejlepšími umístěními v soutěži HumbookAwards 2020, kde vyhrála v kategoriích Young Adult kniha roku a Nejlepší fantasy nebo sci-fi kniha roku.

## Rod nebes a dechu (House of Sky and Breath)

### Datum vydání
V USA: 15. února 2022
V ČR: 17. října 2022

### Ocenění
Kniha se umístila na prvním místě Goodreads Choice Award 2022 v kategorii Best Fantasy. V HumbookAwards 2022 vyhrála dvě druhá místa v kategoriích Kniha roku a Nejlepší romantická linka.

## Rod plamene a stínu(House of Flame and Shadow)

### Datum vydání
V USA: 30. ledna 2024
V ČR: 7. října 2024